# 大辻雄介
大辻 雄介（おおつじ ゆうすけ、1974年 -  ）は、日本の教育者で、地域支援コンサルタント。北海道大空高等学校長のほか、総務省地域情報化アドバイザーやスタディサプリの数学講師を務める。

## 来歴
1974年兵庫県出身。慶應義塾大学経済学部を卒業。
1998年より、学習塾や予備校で算数や数学の講師を務めたのち、2004年4月にベネッセコーポレーションに入社した。ベネッセではICT活用による教育事業開発に従事した。
2013年にベネッセを退職し、2014年4月に島根県隠岐郡海士町に移住する。「スタディサプリ」数学講師となる傍ら「島前教育魅力化プロジェクト」に参加し、公立塾マネジメント・公立塾および隠岐島前高校教育情報化を担当した。
2017年、高知県土佐町に移住し、高知県立嶺北高等学校の「魅力化プロジェクト」において、在校生専用の公営塾「燈心嶺」の特別講師を務めた。また、公設塾や公営塾を設立したほか、探求学習の開始をサポート。
2017年4月には、NPO 法人 SOMA 副代表理事に就任した。
2018年度より、総務省地域情報化アドバイザに就任。
2019年4月 一般社団法人れいほく未来創造協議会 事務局長に就任。
2020年度より大空高校魅力化振興監として高校づくりに参画。
2021年4月、正規の教員免許を持たないまま、北海道大空高等学校の学校長に就任。大空高等学校は、北海道女満別高等学校（道立）と北海道東藻琴高等学校（町立）が発展的に統合解消して発足した学校で、大辻は初代校長である。校内では袴姿で過ごし、「校長」という呼び方を拒否していると報じられている。